# Les Quatre Flores de la France
Les Quatre Flores de la France (abreviado Quatre Fl. France) es un libro con ilustraciones y descripciones botánicas que fue escrito por el canónigo y botánico francés Paul Victor Fournier y publicado en el año 1940.
Les quatre flores de France tuvo su aparición bajo la forma de fascículos en octubre de 1934, para finalizar en octubre de 1940. Esta flora completa más de un volumen reducido, y fácilmente transportable al campo, resultó el complemento ideal de los grandes textos de floras de la época como: « Flore descriptive et illustrée de la France de la Corse et des contrées limitrophes » (1901-1906, Ed. Klincksiek, París) de Hippolyte Jacques Coste; « Flore complète illustrée en couleur de France, Suisse, Belgique » (1912-1935, Ed. E. Orlhac, París) de Gaston Bonnier, muy reeditado, aunque nunca actualizado, salvo algunas notas en la edición de 1961), pero un « Index actualisé » se publicó (« Index actualisé sur Flora Europæa & l'index de Kerguélen » por Monique Balayer & Laura Napoli, Ginebra N° 17, 1996, Sociedad Catalana de Botánica & de Ecología Vegetal). Aunque desactualizado, la « Flore Fournier » sigue siendo una referencia utilizada sobre el terreno por un gran número de botánicos.

## Publicaciones
- Les Quatre Flores de la France. Edition 1...Poinson-les-Grancey en 1934-Oct 1940
- Les Quatre Flores de la France. Edition 2...Paris en 1946
- Les Quatre Flores de la France. Edition 3...Paris en 1961